# Hakka Muggies
Hakka Muggies je pražská kapela založená v roce 2002. Hraje lidovou hudbu Irska, Skotska a Bretaně, kterou kombinuje s rockem, punkem a metalem, rockové coververze folkových písní zahraničních autorů (mj. Cruachan) a také vlastní skladby v tomto stylu. Texty písní jsou v češtině a v angličtině. Autorské texty bývají kolektivním dílem, některé texty napsali Jakub D. Kočí a Míla Linc. Koncerty skupiny bývají občas zpestřeny tanečním nebo ohňovým vystoupením.
Dle kytaristy kapely název Hakka Muggies znamená "tradiční jídlo Shetlandských ostrovů [...], trochu jako skotský haggis, ale z rybích jater a žaludků. Taková rybí tlačenka."

## Historie
Hakka Muggies založili na přelomu let 2001 a 2002 Markéta Janatová a Erik Onoda. První koncert se odehrál v červnu 2002 v Praze. V srpnu 2002 vytopila zkušebnu kapely na Invalidovně povodeň; zatopenou aparaturu se později podařilo zprovoznit. V roce 2004 vznikla dema Rocky Road to Ireland a Jezevci a bubny. První regulérní album Is fearr an bás vyšlo v roce 2007, o tři roky později následovalo Feed the fairies.
Na koncertě v Music Baru Bretagne v Souticích v lednu 2008 (Hakka Muggies vystoupili spolu s kapelami Malá Bílá Vrána a Vostuda společnosti) zaútočili na bar zápalnými lahvemi neonacisté z organizace Anti-Antifa. Tři návstěvníci koncertu byli při útoku zraněni.
V roce 2016 vyšlo po dvou letech nahrávání konceptuální album MDCCXLVI (1746), týkající se jakobitského povstání z roku 1745 ve Skotsku, které ukončila bitva u Cullodenu v roce 1746. Autorem většiny textů je Erik Onoda, většinu hudby složil s využitím lidových motivů flétnista Albrecht K. Smuten, který v průběhu nahrávání z kapely odešel, ale album dotočil. Novým flétnistou se stal Martin Vítězník. K albu byl v limitované edici přiložen flash disk se kompletní dosavadní tvorbou skupiny ve formátu mp3. Album obsahuje licenční ujednání Klidně si to kopírujte, půjčujte a šiřte, budeme rádi, obdobná licence byla i na albu Is fearr an bás.
V roce 2017 kapela vydala řadové album Farewell to Erin.

## Hudební styl
Hakka Muggies bývají přirovnáváni k zahraničním kapelám jako The Pogues, Levellers, Cruachan či In Extremo.
Kapela sama definuje svůj styl jako world music-metal či keltský rockpunkmetal a píše, že "ve své tvorbě kombinuje lidové melodie Irska, Skotska a Bretaně s rockem a občasnými odbočkami k metalu a punku". Podle Ondřeje Helara ze serveru Metalopolis.net Hakka Muggies "sází na líbivá místa okatě propůjčené (sic) z irského, skotského nebo bretaňského folklóru, místy HAKKA MUGGIES sahají i přímo ke coverům tamějších lidovek, které leckdy ponechávají s původní lyrikou, což je škoda." Hudební publicista Petr Korál popsal styl Hakka Muggies jako "docela řízný bigboš, aniž by se vytratily ony elegantní a pro tvář skupiny naprosto určující keltské melodické ornamenty".
Recenzenti oceňují kapelu za energická vystoupení a značný "drajv" a kreativní zapojení netypických nástrojů (šalmaj, bodhran, keltská harfa), naopak vytýkají kapele slabší pěvecké výkony, malý podíl autorského materiálu, a horší interpretaci cizojazyčných písní oproti písním v češtině.

## Současní členové
- Martin Pobuda (zpěv, bodhran)
- Erik Onoda (kytara, zpěv)
- Markéta Janatová (housle, zpěv)

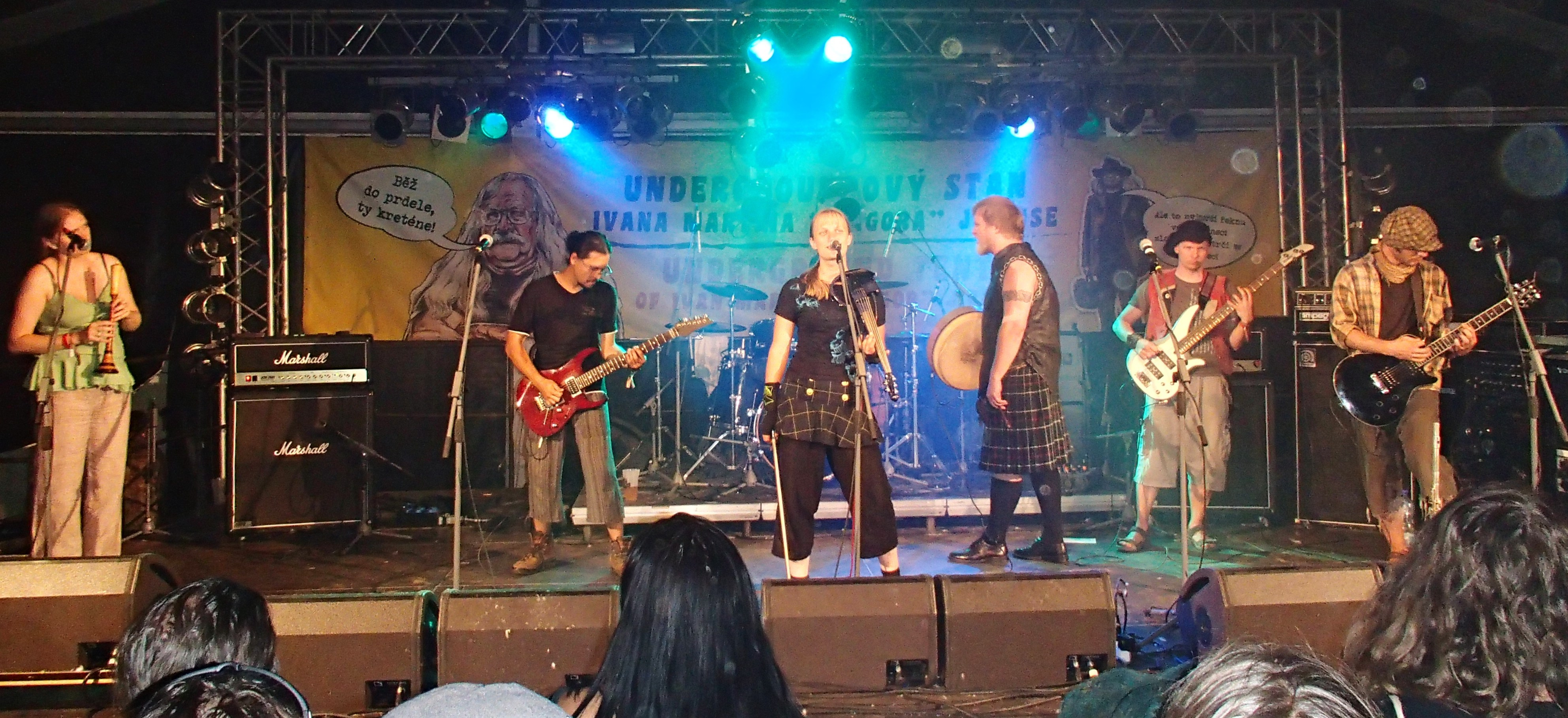
Hakka Muggies na trutnovském festivalu, 2012
zleva Jadrná, Onoda, Janatová, Pobuda, Jejkal a Smuten

- Martin Vítězník (irská píšťala, bombard)
- Petr Jejkal (basová kytara)
- Jiří Skála (bicí)

### Stálý host
- Petra Jadrná (šalmaj)

## Diskografie
- Rocky Road To Ireland (demo, 2004)
- Jezevci a bubny (demo, 2004)
- Is fearr an bás (2007)
- Feed the fairies (2010)
- Stín Černého hvozdu (EP jako příloha ke knize Míly Lince, 2011)
- MDCCXLVI (2016)
- Farewell to Erin (2017)

### Kompilace
- Svatba v městě Glasgow (2010) – doplněno sbírkou povídek